# Championnats du Canada de cyclo-cross
Les championnats du Canada de cyclo-cross sont des compétitions de cyclo-cross organisées annuellement en novembre afin de décerner les titres de champion du Canada de cyclo-cross. 
Les premiers championnats ont été disputés en 1996. Peter Wedge détient le record de victoires chez les hommes avec 7 titres. 
De 1997 à 2005 les championnats des élites et des espoirs étaient combiné. Wendy Simms s'y est imposée chez les femmes à cinq reprises.

## Palmarès masculin

### Élites
| Année | Vainqueur           | Deuxième           | Troisième           |
| ----- | ------------------- | ------------------ | ------------------- |
| 1996  | Bill Hurley         | Kris Westwood      | Peter Wedge         |
| 1997  | Peter Wedge         | Christian Hansen   | Ed Rushton          |
| 1998  | Peter Wedge         | Paul Spadaccini    | Brian Walton        |
| 1999  | Peter Wedge         | Josh Hall          | Paul Spadaccini     |
| 2000  | Peter Wedge         | Rudi Schnyder      | Carter Hovey        |
| 2001  | Peter Wedge         | Andreas Hestler    | Carter Hovey        |
| 2002  | Rodi Lega           | Andreas Hestler    | Robin Baillie       |
| 2003  | Peter Wedge         | Geoff Kabush       | Carter Hovey        |
| 2004  | Geoff Kabush        | Peter Wedge        | Greg Reain          |
| 2005  | Peter Wedge         | Greg Reain         | Andrew Watson (4e)  |
| 2006  | Greg Reain          | Geoff Kabush       | Mathieu Toulouse    |
| 2007  | Mike Garrigan       | Greg Reain         | Max Plaxton         |
| 2008  | Geoff Kabush        | Mike Garrigan      | Derrick St. John    |
| 2009  | Geoff Kabush        | Derrick St. John   | Aaron Schooler      |
| 2010  | Chris Sheppard      | Mike Garrigan      | Aaron Schooler      |
| 2011  | Chris Sheppard      | Mark Batty         | Aaron Schooler      |
| 2012  | Geoff Kabush        | Chris Sheppard     | Derrick St. John    |
| 2013  | Geoff Kabush        | Aaron Schooler     | Cameron Jette       |
| 2014  | Mike Garrigan       | Geoff Kabush       | Michael van den Ham |
| 2015  | Raphaël Gagné       | Geoff Kabush       | Aaron Schooler      |
| 2016  | Jeremy Martin       | Aaron Schooler     | Geoff Kabush        |
| 2017  | Michael van den Ham | Geoff Kabush       | Mark McConnell      |
| 2018  | Michael van den Ham | Geoff Kabush       | Marc André Fortier  |
| 2019  | Michael van den Ham | Marc André Fortier | Alexandre Vialle    |
| 2022  | Tyler Clark         | Quinton Disera     | Gunnar Holmgren     |
| 2023  | Evan Russell        | Luke Valenti       | Tyler Clark         |
| 2024  | Ian Ackert          | Gunnar Holmgren    | Tyler Clark         |

### Moins de 23 ans
| Année | Vainqueur           | Deuxième            | Troisième              |
| ----- | ------------------- | ------------------- | ---------------------- |
| 1996  | Josh Hall           |                     |                        |
| 1997  | Josh Hall           |                     |                        |
| 1998  | Josh Hall           |                     |                        |
| 1999  | Rafael Kuncewicz    | Chris McNeil        | Enrico Traini          |
| 2000  | Stuart Hughes       | Roddi Lega          | David Frisch           |
| 2001  | Stuart Hughes       | Nick Jendzjowsky    | Chris Reid             |
| 2002  | Dustin MacBurnie    | Shawn Bunnin        | Matt Hardley           |
| 2003  | Kris Sneddon        | Eric Batty          | Shawn Bunnin           |
| 2004  | Christian Meier     | Jamie Lamb          | Shawn Bunnin           |
| 2005  | Christian Meier     | Ryan Hopping        | Martin Lazarski        |
| 2006  | Kyle Douglas        | Aaron Schooler      | Shaun Adamson          |
| 2007  | Mark Batty          | Kyle Douglas        | Brian Robinson         |
| 2008  | Michael Bidniak     | David Larson        | Kyle Fry               |
| 2009  | Evan Guthrie        | Simon Lambert-Lemay | Brian Robinson         |
| 2010  | Evan McNeely        | Jared Staford       | Garrett McLeod         |
| 2011  | Evan McNeely        | Jared Staford       | Jeremy Martin          |
| 2012  | Evan McNeely        | Evan Guthrie        | Andrew L'Esperance     |
| 2013  | Michael van den Ham | Marc-Antoine Nadon  | Connor Wilson          |
| 2014  | Danick Vandale      | William Elliott     | Christophe Prendergast |
| 2015  | Peter Disera        | Danick Vandale      | Isaac Niles            |
| 2016  | Peter Disera        | Quinton Disera      | Trevor O'Donnell       |
| 2017  | Raphaël Auclair     | Brody Sanderson     | Trevor O'Donnell       |
| 2018  | Gunnar Holmgren     | Raphaël Auclair     | Quinton Disera         |
| 2019  | Gunnar Holmgren     | Tyler Orschel       | Tyler Clark            |
| 2022  | Luke Valenti        | Evan Russell        | Owen Clark             |
| 2023  | Ian Ackert          | Cody Scott          | Owen Clark             |
| 2024  | Mika Comaniuk       | Alexander Woodford  | Maxime Saint-Onge      |

### Juniors
| Année | Vainqueur         | Deuxième         | Troisième           |
| ----- | ----------------- | ---------------- | ------------------- |
| 1996  | Rudy Asseers      |                  |                     |
| 1997  | Peter Mazur       |                  |                     |
| 1998  | Charlie Gorman    |                  |                     |
| 1999  | Peter Sanowar     | Matthew Hadley   | Brook McArthur      |
| 2000  | Ryan Roth         | Gergely Hegedus  | Shawn Bunnin        |
| 2001  | Shawn Bunnin      | Andrew Davidson  | Eric Batty          |
| 2002  | Martin Lazarski   | Christian Meier  | Jean-Luc Pilote     |
| 2003  | Max Plaxton       | Tyler Holtzman   | Kevin Lega          |
| 2004  | Joël Dion-Jutras  | Ian McAvity      | Mike Bidniak        |
| 2005  | Mike Bidniak      | Garrett McLeod   | Tim CLarke          |
| 2006  | Spencer Smitheman | Garrett McLeod   | David Larson        |
| 2007  | David Larson      | Evan Guthrie     | Alex McCormick      |
| 2008  | Evan Guthrie      | Kris Dahl        | Kevin Thorpe        |
| 2009  | Kris Dahl         | Conor O'Brien    | Kiernan Orange      |
| 2010  | Benjamin Perry    | Karl Hoppner     | Félix Côté-Bouvette |
| 2011  | Yohan Patry       | Tommy Beaulieu   | Benjamin Perry      |
| 2012  | Peter Disera      | Trevor Pearson   | Willem Boersma      |
| 2013  | Willem Boersma    | Mason Burtnik    | Sean Germaine       |
| 2014  | Oliver Evans      | Quinton Disera   | Willem Boersma      |
| 2015  | Quiton Disera     | Gunnar Holmgren  | Oliver Evans        |
| 2016  | Gunnar Holmgren   | Conor Martin     | Tyler Clark         |
| 2017  | Tyler Clark       | Colton Woods     | William Cote        |
| 2018  | Carter Woods      | Conor Martin     | Dylan Kerr          |
| 2019  | Jacok Rubuliak    | Matthew Leliveld | Jeremie La Grenade  |
| 2022  | Ian Ackert        | Mika Comaniuk    | Cam McCallum        |
| 2023  | Jayden McMullen   | Alix Brunelle    | Graham Francis      |
| 2024  | Emilien Belzile   | Evan Moore       | Nicolas Gauthier    |

## Palmarès féminin

### Élites
| Année | Vainqueur                | Deuxième             | Troisième            |
| ----- | ------------------------ | -------------------- | -------------------- |
| 1996  | Christina Redden         | Kim Horrocks         | Kyna Hamill          |
| 1997  | Christina Redden         | Marg Fedyna          | Lisa McGilvray       |
| 1998  | Christina Redden         | Susan Palmer-Komar   | Eva Kuzyk            |
| 1999  | Christina Redden         | Sophie Saint-Jacques | Marg Fedyna          |
| 2000  | Shauna Gillies-Smith     | Lisa Licis           | Shannon Hood         |
| 2001  | Shauna Gillies-Smith     | Marg Fedyna          | Annie Tykwinski      |
| 2002  | Lyne Bessette            | Shauna Gillies-Smith | Marie-Hélène Prémont |
| 2003  | Wendy Simms              | Samantha Nicholson   | Kelly Jones          |
| 2004  | Wendy Simms              | Samantha Nicholson   | Tara Ross            |
| 2005  | Lyne Bessette            | Wendy Simms          | Stacey Spencer       |
| 2006  | Lyne Bessette            | Wendy Simms          | Mical Dyck           |
| 2007  | Wendy Simms              | Alison Sydor         | Lyne Bessette        |
| 2008  | Wendy Simms              | Pepper Harlton       | Sarah Stewart        |
| 2009  | Alison Sydor             | Pepper Harlton       | Natasha Elliott      |
| 2010  | Wendy Simms              | Katy Curtis          | Catharine Pendrel    |
| 2011  | Emily Batty              | Pepper Harlton       | Mical Dyck           |
| 2012  | Mical Dyck               | Wendy Simms          | Emily Batty          |
| 2013  | Catharine Pendrel        | Mical Dyck           | Wendy Simms          |
| 2014  | Catharine Pendrel        | Maghalie Rochette    | Sandra Walter        |
| 2015  | Mical Dyck               | Sandra Walter        | Leah Kirchmann       |
| 2016  | Maghalie Rochette        | Sandra Walter        | Mical Dyck           |
| 2017  | Christel Ferrier-Bruneau | Maghalie Rochette    | Mical Dyck           |
| 2018  | Maghalie Rochette        | Jennifer Jackson     | Sandra Walter        |
| 2019  | Maghalie Rochette        | Jennifer Jackson     | Sandra Walter        |
| 2022  | Ava Holmgren             | Sandra Walter        | Holly Henry          |
| 2023  | Ava Holmgren             | Christiane Bilodeau  | Katelyn Walcroft     |
| 2024  | Isabella Holmgren        | Maghalie Rochette    | Sidney McGill        |

### Moins de 23 ans
| Année | Vainqueur         | Deuxième             | Troisième           |
| ----- | ----------------- | -------------------- | ------------------- |
| 2015  | Ruby West         | Dana Gilligan        | Maggie Coles-Lyster |
| 2016  | Sidney McGill     | Ruby West            | Erica Leonard       |
| 2017  | Ruby West         | Magdeleine Vallieres | Dana Gilligan       |
| 2018  | Ruby West         | Dana Gilligan        | Laurie Arseneault   |
| 2019  | Sidney McGill     | Ruby West            | Dana Gilligan       |
| 2022  | Emilly Johnston   | Jenaya Francis       | Ella Myers          |
| 2023  | Isabella Holmgren | Jenaya Francis       | Ella Myers          |
| 2024  | Marin Lowe        | Mia De Martin        | Katja Verkerk       |

### Juniors
| Année | Vainqueur         | Deuxième         | Troisième        |
| ----- | ----------------- | ---------------- | ---------------- |
| 2019  | Emilly Johnston   | Nicole Bradbury  | Kelly Lawson     |
| 2022  | Isabella Holmgren | Rafaëlle Carrier | Ella Smith       |
| 2023  | Rafaëlle Carrier  | Nico Knoll       | Lily Rose Marois |
| 2024  | Rafaëlle Carrier  | Nico Knoll       | Aislin Hallahan  |

## Sources
- (en) Résultats 2009
- (en) Résultats 2010